# Lars Høgh
Poul Lars Høgh Pedersen (ur. 14 stycznia 1959 w Odense, zm. 8 grudnia 2021) – duński piłkarz, występował na pozycji bramkarza. Ośmiokrotny reprezentant Danii, znajdował się w jej kadrze na Mistrzostwach Świata 1986 i Mistrzostwach Europy 1996. Pięciokrotny zdobywca nagrody dla najlepszego bramkarza w lidze duńskiej, trzykrotny zdobywca Pucharu Danii, tyle samo razy zdobywał również mistrzostwo Danii.

## Życiorys
Urodził się w Odense, i rozpoczął grę w piłkę nożną w lokalnym klubie Odense Boldklub. W klubie zadebiutował w 1977. W tymże roku OB zdobyło tytuł mistrza Danii, ale Høgh nie był podstawowym bramkarzem, tym był bowiem reprezentant Danii, Mogens Therkildsen. W następnych latach Høgh był już podstawowym bramkarzem OB. W marcu 1979 zadebiutował w reprezentacji Danii U-21. Przyczynił się do tego, że OB zdobyło w 1982 mistrzostwo Danii, a w 1983 - Pucharu Danii. W 1983 został powołany do reprezentacji przez Seppa Piontka. Zadebiutował w niej w maju tego samego roku.
Został powołany na Mistrzostwa Świata w 1986. Początkowo był rezerwowym jako zmiennik Troelsa Rasmussena, ale zagrał na tym turnieju w dwóch ostatnich meczach - z Niemcami (2:0 dla Danii) i w ćwierćfinale z Hiszpanią (5:1 dla Hiszpanii; cztery gole zdobył Emilio Butragueno).
W 1986 zdobył nagrodę Det Gyldne Bur, przeznaczoną dla najlepszego bramkarza w lidze duńskiej. Mimo to w reprezentacji nie grał zbyt często, bowiem pierwszym bramkarzem został Peter Schmeichel (ogólnie na ławce rezerwowych podczas meczów reprezentacji Danii Høgh siedział przez ponad 100 meczów).
Høgh bronił dalej w OB. Drużyna ta zdobyła tytuł mistrzowski w 1989, a Puchar Danii w latach 1991 i 1993. W latach 1989 oraz 1992–1994 zdobywał nagrodę Det Gyldne Bur, dzięki czemu ustanowił niepobity do dziś rekord pięciu trofeów Det Gyldne Bur (najbliżej wyrównania tego rekordu byli Peter Schmeichel, Karim Zaza i Jesper Christiansen, którzy tę nagrodę zdobyli trzykrotnie). Pod nieobecność Schmeichela był wyznaczony podstawowym bramkarzem reprezentacji podczas Pucharu Konfederacji w 1995. W meczu z Meksykiem odniósł kontuzję i został zastąpiony przez Mogensa Krogha. Ostatecznie Dania wygrała ten turniej.
W 2000, w wieku 41 lat, Høgh zakończył karierę. Zadebiutował w Odense Boldklub i w tym klubie grał przez cała karierę. Jest rekordzistą występów w Superligaen - na swoim koncie zgromadził 817 gier dla swej jedynej drużyny. Po zakończeniu kariery Høgh był trzy lata dyrektorem sportowym OB. Był także szkoleniowcem bramkarzy, tak pojedynczych (szkolił m.in. Thomasa Sørensena), jak i w klubach.

## Nagrody
- 1977 Mistrzostwo Danii (Odense Boldklub)
- 1982 Mistrzostwo Danii (Odense Boldklub)
- 1983 Puchar Danii (Odense Boldklub)
- 1986 Nagroda Det Gyldne Bur (Odense Boldklub)
- 1989 Mistrzostwo Danii (Odense Boldklub)
- 1989 Nagroda Det Gyldne Bur (Odense Boldklub)
- 1991 Puchar Danii (Odense Boldklub)
- 1991 Nagroda Det Gyldne Bur (Odense Boldklub)
- 1993 Puchar Danii (Odense Boldklub)
- 1993 Nagroda Det Gyldne Bur (Odense Boldklub)
- 1994 Nagroda Det Gyldne Bur (Odense Boldklub)
- 1995 Puchar Konfederacji (Dania)